# Joey Alexander
Josiah Alexander Sila, dit Joey Alexander, né le 25 juin 2003, est un pianiste indonésien de jazz.

## Biographie

### Famille
Né à Denpasar sur l'île de Bali, il est le deuxième enfant du couple composé de Denny Sila et de Farah Leonora Urbach, ses parents qui sont des amateurs de jazz, travaillent en tant que promoteurs du tourisme local. Il est le neveu du chanteur Alam Urbach (id), de l'actrice et chanteuse Nafa Urbach et neveu par alliance de l'acteur Zack Lee.
Joey Alexander est issu d'une famille métissée d'origine javanaise, néerlandaise et juive allemande. La famille de son grand-père maternel, originaire d'Amsterdam aux Pays-Bas, avait fui l'Europe durant la Seconde Guerre mondiale pour échapper à l'holocauste nazi.
Joey et sa famille résident maintenant à New York où ils ont déménagé en 2014, afin qu'il puisse se concentrer sur sa carrière internationale. Son premier concert aux États-Unis, au Jazz at Lincoln Center, lui a valu des critiques très élogieuses.

### Carrière
Stupéfait par le talent de son fils au clavier offert pour ses six ans, le père de Joey Alexander l'inscrit à des cours de piano à l'âge de huit ans par son père. Il tombe amoureux du jazz à partir de ses sept ans : « mon père m'a fait écouter Louis Armstrong quand j'étais dans le ventre de ma mère . »
Son premier album intitulé My Favorite Things, produit avec l'aide du compositeur Purwacaraka (id), frère de la chanteuse indonésienne Trie Utami, est publié peu avant son douzième anniversaire. L'album est publié par le label américain Motéma Music, le 12 mai 2015.

### ChezMack Avenue Records
En 2022, il signe chez Mack Avenue Records pour son sixième album Origin. Le pianiste signe pour la première fois la composition de tous les titres de l'album. Il est à la tête de son trio habituel avec Larry Grenadier à la contrebasse et Kendrick Scott à la batterie, rejoints par Chris Potter et Gilad Hekselman (en) sur certains titres.
En 2023 paraît son album Continuance (Mack Avenue, sur lequel il affirme ses talents de compositeur et d'arrangeur, notamment en ajoutant des touches de Fender Rhodes et de Mellotron. Il est à la tête d'un nouveau trio, avec le contrebassiste Kris Funn et le batteur John Davies, rejoints par le trompettiste Theo Crocker.

## Style
Joey Alexander est un enfant prodige qui impressionne ses ainés avant même ses dix ans.
Son album Origin, paru en 2022, est selon Stéphane Ollivier « son premier vrai grand disque » : il y déploie beaucoup de finesse dans les arrangements, et développe « un jeu virtuose mais jamais démonstratif, fondé essentiellement sur un art du placement rythmique redoutable de précision ».

## Discographie

### Albums en leader
- 2015 : My Favorite Things (Motéma)
- 2016 : Countdown (Motéma)
- 2017 : Joey.Monk.Live! (Motéma)
- 2018 : Eclipse (Motéma)
- 2020 : Warna (Verve)
- 2022 : Origin (Mack Avenue Records)
- 2023 : Continuance (Mack Avenue Records)

### En tant qu'invité
- 2021 : Dewa Budjana (en), Naurora (Demajors/Moonjune Records)